# 甘肃雪灵芝
甘肃雪灵芝（学名：Arenaria kansuensis）是石竹科无心菜属的植物。分布在中国大陆的青海、西藏、甘肃、云南、四川等地，生长于海拔3,500米至5,300米的地区，常生长在高山草甸、山坡草地及砾石带，目前尚未由人工引种栽培。

## 别名
甘肃蚤缀（中国高等植物图鉴）

## 异名
- Arenaria kansuensis Maxim. var. acropetala Y. W. Tsui et L. H. Zhou
- Arenaria kansuensis Maxim. var. ovatipetala Y. W. Tsui et L. H. Zhou